# Алхамијадо
Алхамијадо књижевност (шп. aljamía, арап. عَجَمِيَة) представља књижевна дела која користе арапско писмо за транскрипцију европских језика, поготово језика Јужних Словена и романских језика. Преплитање ових култура и писама у низу случајева произвело је значајна дела књижевности јужнословенских народа, а и књижевна критика им је у малобројним радовима посветила извесну пажњу.
Према Анвару Г. Чејнију, Aljamiado или Aljamía је „покварена арапска реч ʿajamiyah (у овом случају то значи страни језик) и, генерално, арапски израз ʿajam и његов дериват ʿajamiyah су применљиви на народе чије је порекло није арапско". Чини се да је систематско писање текстова на романском језику арапским писмом почело у петнаестом веку, а огромна већина таквих текстова који се могу датирати припада шеснаестом веку. Кључни алхамијадо текст је Suma de los principales mandamientos y devediamentos de nuestra santa ley y sunna коју је израдио муфтија Сеговије из 1462. године.
У каснијим временима, Морисцима је забрањено да користе арапски као верски језик и писали су на шпанском о исламским темама. Примери су Coplas del alhichante de Puey Monzón, која приповеда о хаџу, или Poema de Yuçuf о библијском Јосифу (написана на арагонском).

## Историја
Књижевност алхамијадо која се дефинише као писање неарапског језика са арапским писмом и изведена је из речи al-ʻajamiyya, што означава нешто неарапско, страно, први пут се појавила у Шпанији након распада Андалузијске државе. Алхамијадо књижевност се тада користила у Османском царству, Персији, Малезији, Авганистану, Татарстану, Туркистану, Босни и другим земљама. Током арапског похода на Персију, термин алхамијадо је постао расни пејоратив.

### Босна и Херцеговина
Доласком Османлија на јужнословенски простор у првој половини 15. века и успоставом административно-правне власти, долази до богатог преплитања источне и западне културе на релативно малом простору. Та су преплитања наравно најснажније заступљена у култури становништва које прихвата веровање долазећег царства. Поред религије, Османлије доносе и три оријентална језика: турски, арапски и персијски као језике администрације, вере и високе уметности, култ воде у виду хамама, чесми и шадрвана и архитектуру урбаног простора и начина живота у њему. Преплет словенске и оријенталне културе најприсутнији је у култури живљења најбројније етничке групе словенских муслимана — Бошњака.
Османско царство је успоставило институције мектаба и медресе одмах након што је освојило Босну. Једна од ствари од примарног значаја за учење у овим образовним установама био је арапски језик. Заједно с усвајањем арапског и османског турског језика, појавила се књижевност под називом aрeбица или aлхамијадо која је значила писање босанског језика арапским писмом. Ова књижевност која је углавном постала широко распрострањена у заједници почела је да напредује почевши од 17. века и ефикасно се користила више од 350 година.
Док се аребица у Босни углавном користила у муслиманским књижевним делима, и фрањевачки хришћани писали су дела с арапским писмом. Због недостатка неких босанских звукова на арапском писму, неке ознаке су стављене изнад или испод арапских слова исто као што су то радили Османлије и Персијанци. Oве ознаке се разликују од других у зависности од аутора. Иако су били учињени различити покушаји да се стандардизује арапско писмо, најважнији покушај било је формирање абецедног реда који одговара једној ознаци која се назива матуф за сваки босански звук, што је урадио Џемалудин Чаушевић који је био на челу босанског председништва и професор арапског језика на Теолошком факултету Универзитета у Сарајеву.
Граматичке књиге и речници на арапском језику такође су састављени арапским писмом. Осим тога, арапска абецеда је такође коришћена у писању песама са прозодијом. У новонасталој ситуацији, словенски муслимани од освајача прихватају све културне одлике које су компатибилне са њиховом културом. Овакав спој култура је подарио многа књижевна дела, као и врсту усмене лирике, севдалинку.
Упркос чињеници да су о арапском писму и књижевности, посебно у Босни, рађене различите студије, у Турској је мало студија о овом питању.

## Књижевност

### Српски алхамијадо
Досадашња литература о алхамијадо књижевности тек се у неколика наврата, у мањој или већој мери, позабавила питањем присуства ове врсте књижевности у Србији.
Први штампани алхамијадо текст је Мевлуд хафиза Салиха Гашевића објављен 1878. године у Скопљу. Овај је мевлуд, као и већина осталих мевлуда, заправо прерада чувеног турског мевлуда написаног од стране Сулејмана Челебије. Такав је и други мевлуд песника из Новог Пазара, Арифа Брканића Сарајлије штампан 1911. године у Истанбулу. Пуни наслов дела је Хаза терџуману мевлидиш-шерифин-небији би лисаниз-заријил-босневији или како сам аутор насловљава овај мевлуд Терџуман мевлудски. До данас је о самом мевлуду говорено у више наврата, али веома површно.
Скроман је број студија о алхамијадо књижевности и писањима на оријенталним језицима у Србији. Свакако, ове студије које су вредне пажње, истовремено наглашавају потребу за студиознијим проучавањима. Међу песницима алхамијадо књижевности се повремено препознаје низак квалитет песничког уобличења, али такође, међу њима има и песника сличних Валију, Гурбију, Сарајлији, Гашевићу и Шушевићу, који су у своме времену у контексту великог Османског царства били угледни и поштовани уметници поетске речи, чија су дела њихови савременици високо оцењивали.
Куран је на српско-хрватски два пута преведен на алхамијадо писму.

### Босански алхамијадо
Почетак писаног књижевног стварања Бошњака на народном језику тешко је прецизно одредити, али се на основу до данас познатих чињеница приближно може означити раздобље у коме се оно јавља. У време када је цветала диванска књижевност, на прелазу из XVI у XVII век, занемарљив је био број оних који су певали и писали на матерњем језику.
У раду Аднана Кадрића Осврт на термин црногорски језик у једној двојезичној алхамијадо граматици с краја 19. стољећа, скреће се пажња на обимну алхимијадо граматику, Босански турски учитељ из 1893. године, која је у ствари граматика Јужних Словена, тј. граматика босанског, српског, хрватског, далматинског и црногорског језика. Кадрић истиче да се у њој црногорски језик спомиње у најважнијем делу у којем аутор дефинише своју концепцију и нарав дела. Наглашен је став да је Бербићева граматика једна од најважнијих алхамијадо граматика јужнословенских језика, која нуди једну граматику, а више назива за језике: босански, српски, хрватски, црногорски и далматински. Попис етника из корпуса Херманове збирке бошњачке епике приказан је у раду проф. Алена Калајџије, који анализира преко преко стотину ексцерпираних примера са становишта њиховог стварања и етимологије, при чему се наведени корпус третира у контексту усмене поетске формуле.

Сва књижевно-уметничка дела у стиху, и алхамијадо и диванске књижевности, деле се на две основне групе: суфијску и лаичку. Суфијска је много присутнија и богатија и настаје на елементима исламске теозофије — тасавуфа. Она подразумева ону групу песама која својом поетиком одговара било којем од дванаест установљених тарикатских редова у суфизму и њиховим принципима спознаје Господара, док је лаичка поезија основно-веронаучно-упућивачка, односно, говори о религији са снажном дозом дидактизма. У песмама доминирају мушки етници, што је разумљиво у контексту патријархалне епске традиције. Босанска књижевност алхамијадо је слична турској диванској књижевности са својим облицима химне и оде.

Ах, невисто душе моје,

дај ми да се обвеселим,

доклем не изишло душа,

дај ми се да повеселим.

Кад те виде очи моје,

весели се срце моје,

ја сам твоје, ти си моје,

дај ми се да обвеселим.

Ово свит је каконо цвит,

не ћемо дуго ми жив бит,

не буд свагде тако срдит,

дај ми се да повеселим.

Не мори ме, просим тебе,

изгубил сам ја себе,

об ден, об ноћ молим тебе,

дај ми се да обвеселим.

Из срце ја тебе љубим,

хоћ' ли бит јошт да те грлим,

од жалост не знам што чиним,

дај ми се да повеселим.

Гриздава си, гриздав буди,

што ћу истом, здрав ми буди,

ово писмо Мехмед згоди,

дај ми се да обвеселим.

Мехмед Ердељац, 
Најстаријим делом писаним на народном језику сматра се љубавна песма Hırvat Türkisi (Хрватска песма) Мехмеда Ердељца, из 1588/89. године, док последње дело алхамијадо стваралаца представља Fikhul — ibadet, које је написао Мехмед Сеид Сердаревић. Објављено је 1941. године, а подразумева попис шеријатско-правних прописа о извршавању исламских обавеза.
Хрватска песма се може сматрати претечом севдалинке, с обзиром да испуњава критеријуме попут: метрички основ песме; терминолошко одређење појма турћија — као један од најважнијих чињеница; тумачење израза лексема „загуди”, тематско-мотивски аспект песме; сличност версификацијског поступка у старијим бошњачким љубавним песмама; бошњачко-муслиманско порекло аутора; специфичан језички израз западноштокавског типа...

### Хрватски алхамијадо
Јавља у свим крајевима где су живели Хрвати, а били под османском влашћу. Јавља се и код предака Бошњака који су писали арeбицом и који се убраја и у баштину на бошњачком језику. Садржајно то су већином песме: илахије, верске и побожне нарави, касиде, поучно моралистичке, па песме притужбеног карактера, родољубиве и љубавни стихови, а од прозних урадака теолошко-правни списи, молитве, речници и поднесци (арзухали и махзари).
Hırvat türkisi (Хрватска песма) песма је љубавног садржаја и петраркистичког манира. Настала је у 16. веку, а њен аутор је Мехмед Ердељац. Спада међу прве текстове писане аребицом. Песму је први објавио Фридрих Краелиц 1911. године у часопису Archiv für slavische Philologie.

### Шпански алхамијадо
Шпанци су све текстове писане алхамијадом означавали посебним именом textos aljamiados. Одатле тај назив код свих народа који пишу арапским писмом, али својим матерњим језиком.
Чини се да је систематско писање текстова на романском језику арапским писмом почело у петнаестом веку, а велика већина таквих текстова који се могу датирати припадају шеснаестом веку.‍:15 Кључни алхамијадо текст био је од муфтије из Сеговије, под називом Suma de los principales mandamientos y devediamentos de nuestra santa ley y sunna, из 1462.

У 16. веку, Морискосима је било забрањено да користе арапски као верски језик и писали су на шпанском о исламским темама. Примери су Coplas del alhichante de Puey Monzón, који приповеда о хаџу и Poema de Yuçuf о библијском Јосифу (написано на арагонском).

Кад сам напустио пут,

из земље благослова,

срце ми се сломило,

знај то Алаху, истинити;

Почевши од Гласника,

моје богатство је расло,

што умирем и живим до овог јадног бола ...

Непознат аутор, 
Најважније дело шпанске алхамијадске књижевности из периода мудехара је песма коју је написао арапски Мовар, Poema de Yuçuf, у квадерни вији. Садржај одражава коментар на суру XII Курана, употпуњену са Leyenda dorada. Рамон Менендез Пидал датира га у четрнаести век и дефинише његов језик као арагонску романсу. Текст говори о Јосифу из Постања. Сачувано је око тристо осамдесет редова ове песме. Истиче се његова способност да изрази тренутке велике лирике.
Las Coplas del peregrino de Puey Monzón написао је један мориско о коме се зна само из песме: да је путовао од свог места порекла, Pueyo de Monzón (данас Пуејо де Санта Круз) до Меке 1603. године, испуњавајући исламску дужност... Песник говори о авантурама са путовања, његовим осећањима према светој исламској земљи и градовима кроз које пролази.
Алхамијадо је одиграо веома важну улогу у очувању ислама и арапског језика у животу шпанских муслимана Кастиље и Арагона. Муслимани из Валенсије и Гранаде су говорили и писали на андалузијском арапском. Након пада последњег муслиманског краљевства на Пиринејском полуострву, Морискоси (андалузијски муслимани у Гранади и другим деловима некадашњег Ал-Андалуса) били су приморани да се преобрате у хришћанство или напусте полуострво. Били су приморани да прихвате хришћанске обичаје и традицију и да недељом похађају црквене службе. Ипак, неки од Морискоса су тајно чували своје исламско веровање и традицију употребом алхамијада.
Године 1567., Филип III од Шпаније издао је краљевски декрет у Шпанији, који је присилио Морискосе да у свим приликама, формалним и неформалним, говорним и писаним, одустану од употребе арапског језика. Употреба арапског језика у било ком смислу те речи сматрала би се злочином. Добили су три године да науче језик хришћанског шпанског, након чега ће морати да се реше свег арапског писаног материјала. Морискоси из Кастиље и Арагона превели су све молитве и изреке свог пророка Мухамеда на алхамијадо транскрипције шпанског језика, задржавајући све куранске стихове на изворном арапском језику. Свици на алхамијадо писму су кружили међу Морискосима у тајности. Историчари су за Алхамијадо књижевност сазнали тек почетком деветнаестог века. Неки од свитака алхамијада чувају се у Шпанској националној библиотеци у Мадриду.

## Писмо и језик алхамијадо књижевности
Поред народне књижевности, писања и књижевног стварања на оријенталним језицима, као трећи ток књижевне активности словенских муслимана је књижевни рад на босанском/српском језику, арапским писмом. У личном дописивању на народном језику, већином бегови и њихове супруге, служили су се босанчицом, курзивном босанском варијантом ћирилице. Босанчица није учена у школи, него је, као и народна књижевност, предајом прелазила с колена на колено, али на босанчици није остало изразитијих књижевних трагова.
Прилагођавање арапског алфабета гласовном систему словенских језика логичан је след догађаја, јер је у време османске управе писмено муслиманско становништво читало курански текст и исписивало харфове. Мектебско, основно верско, образовање сматрало се обавезним. У таквим приликама сасвим се лако дошло до решења да се већ стечено знање може употребити и у друге сврхе, писање писама, поезије и слично. При том, модификација арапског писма није била пропраћена никаквим нормативним актом, јер сама власт није у томе препознавала своје интересе, а настојања појединаца као што су Омер Хумо, Ибрахим Бербић, Јунуз Ремзија Стовра, Ибрахим Сељубац или Ариф Сарајлије, нису имала одјека.
Коначно нормативно решење доноси реис Џемалудин Чаушевић почетком 20. века. До тада сваки писац врши прилагођавање на свој начин. Будући да арапски алфабет садржи двадесет и осам графема за исто толико гласова, од којих само петнаест у потпуности одговара гласовном систему српског језика, а не садржи графеме за осам консонантских гласова српског језика (ц, ч, ћ, ђ, љ, њ, п и ж), и један вокал (о), писци су изналазили разнолика решења.

### Књижевна дела на алхамијадо писму на Балкану
Време опадања књижевног стварања на оријенталним језицима представља почетак бујања књижевног стварања на народном језику писаног арапским писмом, од половине XVII до почетка XX века. Алхамијадо књижевност се по својим идејама, мотивима и садржини ослонила на побожно-дидактички вид оријенталне књижевности, а по облику и књижевном изразу на муслиманску народну поезију.
Досадашње занимање за алхамијадо књижевност на Балкану броји већ неколико стотина библиографских јединица на више европских језика, а први спомен се налази у Путопису Евлије Челебија из 1660. године:
| „                 | Учењаци и песници шехер Сарајева написали су један речник на босанском језику у стиховима по узору на персијску књигу Шахиди, из које су овде пренесена два метрума Шахидије. | ” |
| — Евлија Челебија | |   |

Овај се Челебијин запис односи на речник Макбули-’ариф или Потур- Шахидија, Мухамеда Хеваија Ускуфија, из 1631. године који у стиховима упоредо доноси речи босанског и турског језика, и једне и друге писане арапским словима. О самом се речнику сасвим негативно 1859. године изјаснио руски конзул Александар Хилфердинг, чиме је и први међу европским писцима скренуо пажњу на ову врсту књижевности, истичући њен низак квалитет.
Мехмед-бег Капетановић Љубушак, уочава:
| „                                | Занимљиво је да ти дервиши, у знатном броју писци ове литературе, иако су сву своју науку примили на туђем језику, опет нису одбацили свој матерњи језик, опет им је толико омилио да су волели тим језиком открити своје мисли и записати поуке својим суверницима. | ” |
| — Мехмед-бег Капетановић Љубушак | |   |

Мехмед Ханџић, 1934. године у својој књизи Књижевни рад босанско-херцеговачких муслимана даје опширнији преглед ове књижевности, спомињући осамнаест аутора. Мухамед Хаџијахић проширује број ових аутора као и опсег књижевности и као најстаријег алхамијадо песника спомиње Хаџи Јусуфа из Ливна. Он даље наводи двадесет и пет књижевних имена до аустроугарске анексије Босне и Херцеговине уз напомену да се ова књижевност развијала и после анексије, па чак и после Првог светског рата.

Из почетног периода развоја сачувана је песма од Мехмеде Ердељца, Хрватска песма, и песма непознатог аутора Нуто моје чуда и Љуте невоље показују да су била присутна књижевна струјања из Дубровника и Далмације према Босни. Ови најстарији књижевни алхамијадо текстови су љубавне песме. У њима се проналази лексика која није карактеристична за алхамијадо књижевност и уопште исламску духовност, што упућује на шире утицаје. У овим првим песмама такође не постоје турцизми који су карактеристични за алхамијадо песништво.

Елиф

Елиф елди, нијет гелди

примакни се, душо, мени

да ја кажем елиф теби:

Ти си танка елиф мотка,

ту је основ, ту је потка.

Бе

Бе је мјесец, под њим нокта:

ти си мјесец, ја сам нокта.

Мјесец нокта обасјава

нокта мјесец загријава.

Ово двоје бе је твоје.

...

Фејзо Софта, 
Циклус љубавне алхамијадо поезије завршава се крајем XVIII века. Разлог овако кратком временском егзистирању љубавне поезије је свакако њена скромна вредност, ако се изузму Хрватска песма, Нуто моје чуда и Љуте невоље и посебно Ашиклијски елиф бa Фејза Софте. Ове три песме су доказ могућности и талента њихових аутора да својим осећањима дају спонтан уметнички израз и тиме трајну књижевну вредност. Неке алхамијадо песме су заправо тужбалице због неправде владајућег слоја друштва, неправилних суђења, спорова са властима и сл. Све се то јако може препознати у песми, снажном крику Абдулвехаба Илхамије (1773—1821), Чудан земан настаде.
Абдулвехаб Илхамија је познати дивански и алхамијадо песник. Написао је преко стотину песама на турском и арапском језику. Био је својом побожношћу и исправним животом узор у свом времену. Кад се стихом побунио против зла, позван је, како легенда каже, пред Џелалудин-пашу у Травник са захтевом да се одрекне своје протестне поезије која је већ увелико била ушла у народ. Илхамија је тај захтев одбио, па се тако нашао у групи мислилаца који су животом платили своју критичку реч. Удављен је у травничкој тврђави, а његови поштоваоци су му подигли турбе (гробница) које и данас постоји.
И у каснијем периоду се мало писало о алхамијадо књижевности. Постоје прилози Фехима Бајрактаревића, Алије Наметка, Хасана Репца и Османа Соколовића који су били посвећени само појединачним песницима или текстовима. Историја књижевности ову литературу ретко спомиње, и тада само узгредно, тако да се алхамијадо литература полако заборављал и смештала по страни.

## Транскрипција алхамијадо писма
| Слова на арапском језику | Транскрипција на латиницу за шпански језик |
| ------------------------ | ------------------------------------------ |
| Сугласници               |                                            |
| ا                        | Ø, h                                       |
| ب                        | b, v, p                                    |
| ت                        | t                                          |
| ث                        | t                                          |
| ج                        | ch, j, g                                   |
| ح                        | h                                          |
| خ                        | ch                                         |
| د                        | d                                          |
| ذ                        | d                                          |
| ر                        | r                                          |
| ز                        | z                                          |
| س                        | s, ç                                       |
| ش                        | x, s                                       |
| ص                        | s                                          |
| ض                        | d                                          |
| ط                        | t                                          |
| ظ                        | d                                          |
| ع                        | h, Ø                                       |
| غ                        | g                                          |
| ف                        | f                                          |
| ق                        | q, qu, c, k                                |
| ك                        | q, qu, c, k                                |
| ل                        | l                                          |
| م                        | m                                          |
| ن                        | n                                          |
| ه                        | h                                          |
| و                        | gu, gü, hu                                 |
| ي                        | y                                          |
| Самогласници             |                                            |
| َ                         | a                                          |
| ا َ                       | e                                          |
| ِ                         | i                                          |
| ُ                         | u, o                                       |
| ْ                         | Ø                                          |

## Остале употребе
- Пракса Јевреја да пишу романске језике као што су шпански, арагонски или каталонски на хебрејском писму такође се назива алхамијадо.[37]
- Реч алхамијадо се такође користи за означавање грчког језика написаног арапским/османским писмом.[38]
- Реч алхамијадо би се такође могла применити на недавну употребу арапског/магребијског писма од стране данашњих шпанских муслимана за писање на каталонском[39] и валенсијском језику.[40]